# Щаслива пропажа
«Щаслива пропажа» («Lost & Found») — американська романтична комедія 1999 року, знята режисером Джеффом Поллаком, з Девідом Спейдом і Софі Марсо у головних ролях.

## Сюжет
Власник ресторану Ділан Рамсі ніяк не може знайти свою другу половинку. І не дивно — молодий чоловік хоче повести під вінець тільки ідеальну жінку. Одного разу по сусідству із самотнім Діланом селиться чарівна француженка Лайла Дюбуа. Ділан одразу розуміє, що — це Вона. Тепер він мріє справити враження на іноземку. Рамсі придумує складний план із завоювання неприступної красуні. Для початку він краде її улюблену собачку. Розважливий Ділан упевнений, що коли він поверне невтішній господині зниклу болонку, він стане справжнім героєм в очах своєї обраниці. Але тут трапляється непередбачуване: неприємна псина з'їдає важливу річ, що належить Ділану, та й колишній друг Лайли, ревнивий Рене, ось-ось викриє викрадача.

## У ролях
- Девід Спейд — Ділан Рамсі
- Софі Марсо — Лайла Дюбуа
- Евер Каррадайн — Джинджер
- Мітчелл Вайтфілд — Марк
- Арті Ланж — Воллі
- Керол Кук — Сільвія
- Естель Гарріс — місіс Стаблфілд
- Марла Гіббс — Енід
- Роуз Марі — Клара
- Наталі Баріш — епізод
- Філ Лідс — епізод
- Крістіан Клеменсон — епізод
- Ді Ді Решер — епізод
- Фей Девітт — епізод
- Ларрі Рабен — епізод
- Ніколь Гарсія — епізод
- Патрік Брюель — епізод
- Алессандра Торесон — епізод
- Мішель Клуні — епізод
- Карл Майкл Лінднер — епізод
- Карен Розін — епізод
- Френкі Мюніц — епізод
- Алісія Лі Вілліс — епізод
- Джон Ловіц — епізод
- Джейсон Стюарт — епізод
- Джим Мескімен — епізод
- Мартін Шин — епізод
- Марі Чітем — епізод
- Девід Гаррі — епізод
- Ллойд Гарровей — епізод
- Вольф Музер — епізод
- Піна Де Роза — епізод
- Денні Вудберн — епізод
- Ніколас Грінбері — епізод
- Ендрю Грінбері — епізод
- Еріка Нанн — епізод
- Гарпер Ройзман — епізод
- Перл Шир — епізод
- Дафна Дюпле — епізод
- Дж. Б. Кук — епізод
- Марк Лінн — епізод
- Гел Спаркс — епізод
- Дон Перрі — епізод
- Дженніфер Фаррелл — мийниця вікон
- Одрі Василевські — продавчиня
- Френк Комо — епізод
- Ніл Даймонд — Даймонд
- Френк Мерк'юрі — епізод
- Нікі Замбо — епізод
- Агата Готова — епізод

## Знімальна група
- Режисер — Джефф Поллак
- Сценаристи — Дж. Б. Кук, Девід Спейд
- Оператор — Пол Елліотт
- Композитор — Джон Дебні
- Продюсери — Моррі Ейзенман, Бродерік Джонсон, Ендрю Е. Косоув, Вейн Аллан Райс